# Palaemnema paulicoba
Palaemnema paulicoba är en trollsländeart som beskrevs av Philip Powell Calvert 1931. Palaemnema paulicoba ingår i släktet Palaemnema och familjen Platystictidae. IUCN kategoriserar arten globalt som livskraftig. Inga underarter finns listade i Catalogue of Life.